# Mangouin-Yrongouin
Mangouin-Yrongouin  est une localité de l'ouest de la Côte d'Ivoire et appartenant au département de Biankouma, dans la Région des Dix-Huit Montagnes. La localité de Mangouin-Yrongouin est un chef-lieu de commune.